# Steinbergen

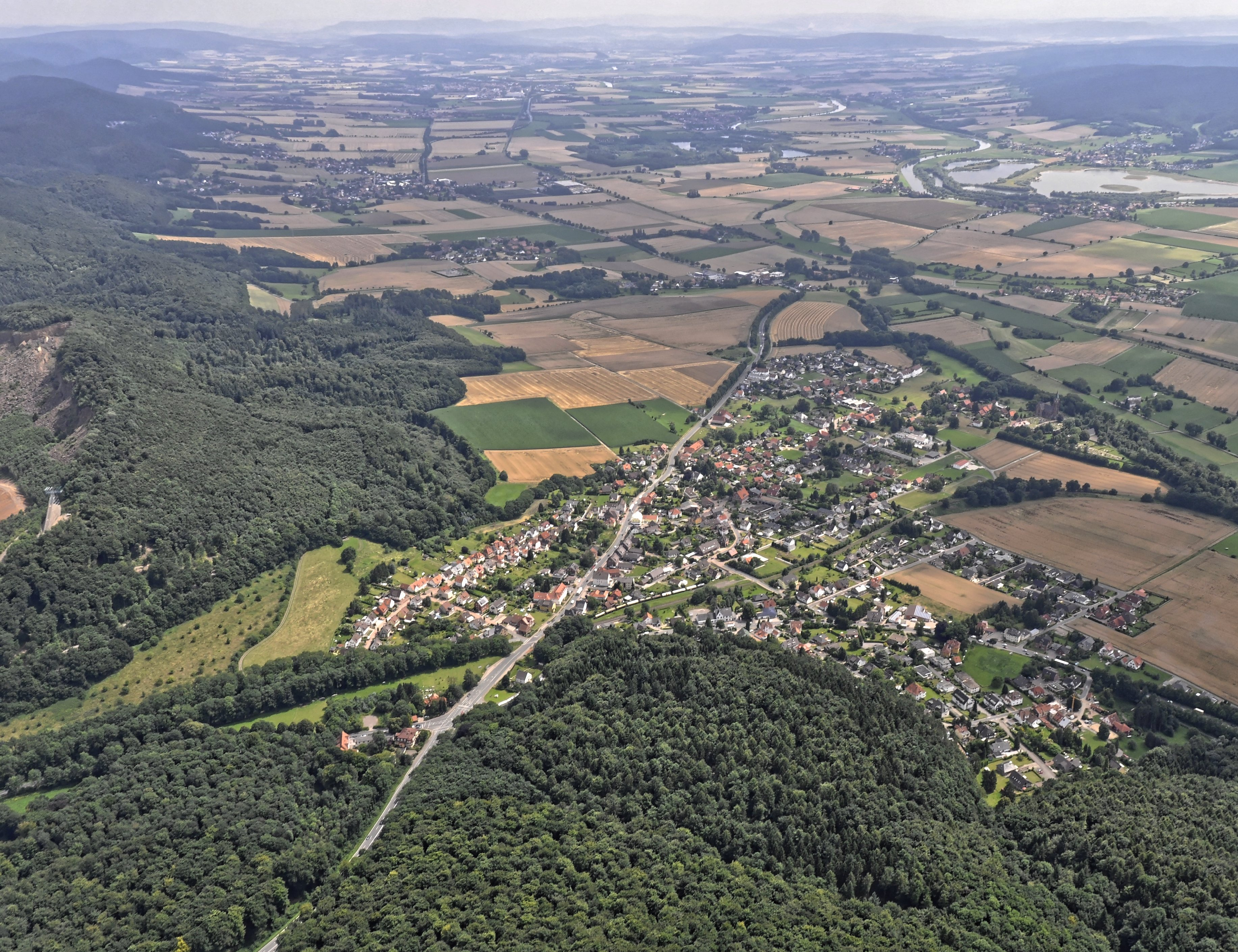
Steinbergen von oben gesehen

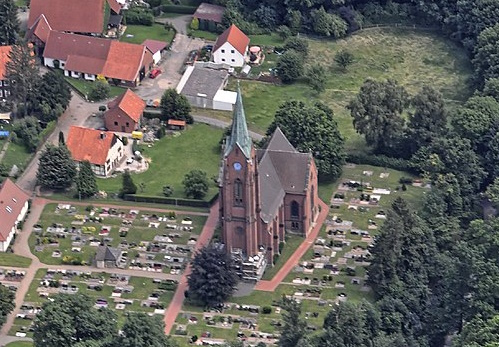
Die Kirche von oben

Steinbergen ist eine Ortschaft der niedersächsischen Stadt Rinteln im Landkreis Schaumburg mit 1708 Einwohnern zum Ende des Jahres 2022.

## Geographie
Steinbergen liegt ungefähr 5 km nordöstlich vom Kernbereich von Rinteln im Naturpark Weserbergland Schaumburg-Hameln.
Die A 2 verläuft nördlich in 1 km Entfernung. Bei Steinbergen stößt die Bundesstraße 238 auf die Bundesstraße 83.
Steinbergen besitzt eine 111 Meter hoch gelegene Bahnstation an der Bahnstrecke Rinteln–Stadthagen, einer 20,4 km langen normalspurigen Bahnstrecke von Rinteln nach Stadthagen, die zurzeit nur für Museumsbahnfahrten und gelegentlichen Güterverkehr betrieben wird.

## Geschichte
Im Jahr 1910 hatte der Ort 837 Einwohner, am 31. Dezember 2022 waren es 1708.
Der Name Steinbergen entwickelte sich im Laufe der Jahre von:
- Stenbruch & Stenborg
- Stenbroch, Stenberga & Steinberg
- bis 1664: Steinbergen

Steinbergen liegt in einer Senke am Südhang des mittleren Wesergebirges, eingebettet zwischen Messingberg und Hirschkuppe. Wer von Norden kommt, dem kündet seine Nähe die an der Passstraße gelegene Arensburg an. Wer sich aus dem Wesertal dem Dorf nähert, erblickt schon weit her das Wahrzeichen Steinbergens, die neugotische Kirche mit ihrem hoch aufragenden Turm.
Die 1890 fertig gestellte Backsteinkirche St. Agnes ist der Nachfolgebau eines alten romanischen Gotteshauses, dessen Turmrest noch als Seitenwand eines nunmehr freistehenden Mausoleums erkennbar ist. Der Turm hatte schon vor seinem endgültigen Abriss 1889 schwere Zerstörungen erlebt. 1625, im Dreißigjährigen Krieg, war die Kirche mitsamt einem Großteil des Dorfes von marodierenden kaiserlichen Truppen geplündert und anschließend in Brand gesetzt worden.
Aufmerksamkeit verdient auch die Arensburg, strategisch günstig an einer wichtigen Passstraße über das hier nur knapp 150 m hohe Wesergebirge gelegen. Seit ihrer Errichtung, die nach archäologischen Befunden auf das 13. Jahrhundert datiert wird, war sie im Besitz der Schaumburger Grafen und diente vom 15. bis 18. Jahrhundert als Sitz eines Amtes. Zu den Zuständigkeiten dieser unteren herrschaftlichen Verwaltungseinheit gehörten ordnungspolizeiliche Aufgaben, die niedere Gerichtsbarkeit und vor allem die Eintreibung der Steuern und Abgaben. An die letztgenannte Funktion erinnert noch die Zehntscheune, die sich auf dem Burggelände befindet. Weit größere, wenn auch traurige Berühmtheit haben die unterhalb im Park gelegenen „Hexenteiche“ erlangt. Hier wurde zwischen 1650 und 1670 bei mehr als 20 der Hexerei beschuldigten Frauen die berüchtigte Wasserprobe durchgeführt. Im Verlauf dieser Prozedur wurden die Angeklagten gefesselt ins Wasser geworfen, wobei das schnelle Untergehen als ein mögliches Indiz der Unschuld galt. Blieben die Angeklagten jedoch an der Oberfläche, drohte ihnen mit Gewissheit das Verbrennen, das ebenfalls in unmittelbarer Nähe stattfand.
Seit der Teilung der alten Grafschaft Schaumburg 1647 gehörte Steinbergen als einziger Ort des Wesertals zur eigenständigen Grafschaft Schaumburg-Lippe. Dessen 1807 in den Fürstenstand erhobener Regent Georg Wilhelm ließ die bereits stark verfallene Arensburg seit 1816 zu einem Lustschloss herrichten. Auf seine Gemahlin Ida geht der die Anlage umgebende Landschaftspark zurück. Ein neues Kapitel der Arensburg begann mit dem Autobahnbau gegen Ende der dreißiger Jahre. Das nahe an der Strecke gelegene Schloss wurde nun von der Reichsautobahnverwaltung erworben und zu einer Raststätte hergerichtet. Heute ist die Burg in privatem Besitz; sie ist weder bewohnt, noch wird sie bewirtschaftet, und sie kann auch nicht mehr besichtigt werden.
Die gewaltige, in den dreißiger Jahren errichtete Auetalbrücke der Autobahn Hannover – Dortmund prägt Steinbergen erheblich. Mit den zahlreichen, mächtigen Buntsandsteinbögen gehört sie hinsichtlich ihres Ausmaßes und ihrer architektonischen Gestaltung zu den bedeutendsten Brückenbauten der Vorkriegszeit in Deutschland.
Mehr als alle anderen Weserorte zwischen Hameln und Minden kann Steinbergen auf eine große Vergangenheit als Fremdenverkehrsort zurückblicken. Klimatisch günstig am Südhang des Wesergebirges gelegen, stieg der Ort bereits seit der Eröffnung der Eisenbahnstrecke Hameln-Löhne 1875 zu einem immer beliebter werdenden Ziel für Sommerfrischler aus ganz Norddeutschland auf. Der eigentliche Durchbruch kam dann 1901 mit der Fertigstellung der Rinteln-Stadthagener Eisenbahn, die unmittelbar an Steinbergen vorbeiführt. Mehrere große Hotels und zahlreiche kleinere Pensionen stellten sich auf die rasch wachsende Zahl von Besuchern ein. 1939, auf dem Höhepunkt der Entwicklung verzeichnete das im folgenden Jahr zum Luftkurort ernannte Dorf 7500 Gäste mit 54.000 Übernachtungen. Nach dem Zweiten Weltkrieg hat sich der Fremdenverkehr nie wieder ganz erholt. Mit dem Expo-Projekt erlebniswelt steinzeichen steinbergen setzte der Ortsteil Akzente. Zur Weltausstellung EXPO 2000 entstand in dem stillgelegten Steinbruch ein Erlebnispark der besonderen Art. Überragt wird die Anlage vom „Jahrtausendblick“, einer 30 m hohen Stahl-Glas-Konstruktion mit wunderbarer Aussicht auf Rinteln, die Weser und das Schaumburger Land.

## Kultur und Sehenswürdigkeiten
Auf der Hirschkuppe als markanter Bergsporn des Wesergebirges bei Steinbergen wurde 2011 mit dem Kupferbeil von Steinbergen das älteste Artefakt aus Metall in Niedersachsen gefunden. Das etwa 10 cm lange Flachbeil aus fast reinem Kupfer wird aufgrund seiner Form in die erste Hälfte bis in die Mitte des 4. Jahrtausends v. Chr. datiert.
In Steinbergen befindet sich das Schloss Arensburg und der Erlebnis- und Freizeitpark Erlebniswelt steinzeichen. Südöstlich des Ortes finden sich die Reste der Hünenburg Steinbergen als kleine mittelalterliche Burgwallanlage, bei der sich wahrscheinlich um die aus dem 12. Jahrhundert überlieferte Stenborch handelt, die namensgebend für die Siedlung war.
1953 entstand das Kino „Metropol“ in Steinbergen. Dieses Programmkino der Familie Rubba (seit 1959 im Besitz der Familie Rubba) wird seit 2004 mit Preisen für sein Programm ausgezeichnet. Als das „Metropol“ 1953 von Willi Kürger aus Wuppertal anstelle der vormaligen Autobahngaragen erbaut wurde, konnte es als „architektonisches Bonbon“ der 50er-Jahre gelten, nicht zuletzt durch seinen Vorbau, der an die Form eines Nierentischs erinnerte. Krüger hatte Steinbergen für sein Unternehmen gewählt, weil er beeindruckt war von diesem Ort des aufstrebenden Tourismus, dessen Gäste ihre Filme nicht mehr in groben Turnhallen betrachten sollten.
Neues Hallenbad: Kurz vor der Eingemeindung in die Stadt Rinteln 1974 kam es in vielen Dörfern noch einmal zu einer hektischen Bautätigkeit. Der Gemeinderat Steinbergen nutzte die letzten Monate der politischen Selbständigkeit für den Bau eines Hallenbades, ein Projekt das von Rinteln aus wohl nicht mehr durchsetzbar gewesen wäre. Gleichwohl hat das Steinberger Hallenbad mit seinem Hubboden heute unter anderem als Lehrschwimmbecken mit konstant 31 Grad Wassertemperatur eine wichtige Rolle im Schulsport- und Freizeitangebot der Stadt.

## Persönlichkeiten
- Heiner Bartling (* 1946), deutscher Pädagoge und SPD-Politiker, von 1998 bis 2003 niedersächsischer Innenminister
- Heinz-Erich Fauth Khan (1927–2004), Oberstarzt d.R., Zahnmediziner, Begründer der zahnmedizinischen Fakultät der Universität Kabul. Historiker, Heimatforscher und Buchautor. Träger des Bundesverdienstkreuzes 1. Klasse.
- Karl-Heinz Rinne (* 1963), Träger Deutsches Feuerwehr-Ehrenkreuz in Bronze
- Dirk Seelking (* 1969), Träger Deutsches Feuerwehr Ehrenkreuz in Bronze
- Lars Hildebrandt (* 1971), Träger Deutsches Feuerwehr-Ehrenkreuz in Silber
- Detlef Korf (* 1968), Träger Deutsches Feuerwehr-Ehrenkreuz in Silber

## Politik

### Ortsrat
Der Ortsrat, der Steinbergen vertritt, setzt sich aus neun Mitgliedern zusammen. Die Ratsmitglieder werden durch eine Kommunalwahl für jeweils fünf Jahre gewählt.
Bei der Kommunalwahl 2021 ergab sich folgende Sitzverteilung:
| Ortsrat 2021Insgesamt 9 Sitze - SPD: 2 - Unabh.: 1 - WGS: 1 - CDU: 5 |

### Ortsbürgermeister
- Heiner Bartling (* 1946), SPD-Politiker – Ortsbürgermeister von 1986–2018
- Sascha Gomolzig (* 1969), CDU-Politiker – Ortsbürgermeister seit 2019